# Kriti Kharbanda
 (mai 2019).
Si vous disposez d'ouvrages ou d'articles de référence ou si vous connaissez des sites web de qualité traitant du thème abordé ici, merci de compléter l'article en donnant les références utiles à sa vérifiabilité et en les liant à la section « Notes et références ».
Kriti Kharbanda (née le 29 octobre 1990 à Bangalore) est une actrice indienne. Reconnue pour son travail dans les industries cinématographiques de Kannada et de Telugu, elle a reçu des éloges, notamment un prix SIIMA et deux nominations pour le Filmfare Award South. Après avoir commencé sa carrière en tant que mannequin, Kriti Kharbanda a fait ses débuts au cinéma en 2009 avec le film Telugu Boni.

## Biographie
Kriti Kharbanda est née à Delhi dans la famille d’Ashwani Kharbanda et Rajni Kharbanda,. Les membres de sa famille sont pendjabis. Elle détient un diplôme en création de bijouterie. Dans une interview pour The New Indian Express, elle affirme avoir été très actives aux activités culturelles durant ses années scolaires et universitaires. Ses campagnes de mannequinat connues pendant ses années universitaires comprennent Bhima Jewellers, Spar et Fair and Lovely. Sa photo sur Spar a attiré l'attention du directeur de NRI Raj Pippala qui était en train de chercher une héroïne pour son film, et cela a prépare le terrain pour sa carrière d'actrice.

## Carrière
Après son apparition sur le panneau d'affichage de Spar, Kriti a été choisie pour le rôle principal dans le film télougou Boni avec la participation de Sumanth. Boni a obtenu les critiques négatives en fournissant en même temps  des réactions positives pour Kriti. Tandis que Sify écrivait : "Kriti a été un bon choix et elle n'avait pas de moments tendus malgré le fait que c'était son début. Ses apparences sont splendides et elle a un bel avenir devant elle si elle joue la bonne carte", Rediff écrivait : "Kriti Kharbanda a l'air frais et magnifique et réussit à être persuasive dans son interprétation du rôle de Pragati. Pourtant, elle pourrait perfectionner ses expressions dans l'avenir". Bien que le film n'ait pas eu du succès du box-office,, elle a néanmoins obtenu un rôle majeur dans le film Teen Maar de Pawan Kalyan.
Le projet suivant est son premier film Kannada, Chirru.
Son interprétation a reçu par excellence les critiques positives[pas clair]. The Times of India a constaté que dans ce film « elle excellait comme actrice » et Insiaglitz.com a précisé qu'« elle était très belle et ses expressions étaient pertinentes[réf. nécessaire] ». IANS a écrit qu' "elle avait l'air éblouissant dans les extraits avec les chants" et qu' "elle était douée pour la danse". Le film a eu un immense succès au box-office en 2010, et Kriti a avoué qu'il a contribué à sa reconnaissance et à "une bonne partie d'admiration pour elle dans l'industrie". Le résultat en était le fait qu'elle a fini par recevoir beaucoup de propositions des projets de Sandalwood. Pourtant, il lui a fallu du temps pour signer pour son deuxième film de Sandalwood: en octobre 2011 elle a signé pour 4 films en un seul mois.

## Vie privée
À partir de 2019, Kharbanda sort avec Pulkit Samrat, son partenaire pour les films Veerey Ki Wedding et Pagalpanti.

## Projets récents
Kriti a aussi entamé sa carrière dans le cinéma indien[Quand ?]. Elle a joué le rôle principal dans Raaz Reboot (avec Emraan Hashmi comme co-vedette) réalisé par Vikram Bhatt. La majeure partie de ce film a été tournée en Roumanie.
En 2019, elle a joué à la comédie Housefull 4, interprétant le double rôle de Rajkumari Meena et Neha.